# Penny Porsche
Penny Porsche (21 de agosto de 1961; Ohio) es una modelo erótica y actriz pornográfica estadounidense, etiquetada dentro de la categoría Big boobs, siendo considerada una de las mejores dentro de esta rama gracias a sus grandes senos totalmente naturales.

## Biografía
Penny Porsche comenzó su carrera dentro de la industria pornográfica en el 2004 a la edad de 43 años, relativamente tarde considerando que en los últimos tiempos la mayor parte de las modelos y actrices porno comienzan su carrera a edades que van de los 18 a los 20 años; por lo que era de esperarse que su carrera se enfocara en sus grandes y voluminosos senos. Por su condición de mujer madura siempre participa en producciones enfocadas en el fetiche MILF (Mom I'd Like to Fuck), es decir de atractivas mujeres maduras con aspecto de amas de casa que son objeto de deseo sexual. Es muy conocida por sus voluptuosos senos naturales.

## Filmografía
- "Big Trans with MILF"
- Big Boob Fantastic 40's # 1, # 2
- Big Boob Teachers # 2
- Big Boob Squirting Nurses # 3
- Big Clits Big Lips # 9
- Big Gorgeous Breasts # 1
- Big Tit Wild Ass Party
- Big Sticky Tits # 5
- Busty Matures
- Cocksucking Tittyfucking P.O.V.
- Cum Farting Cream Pies
- Desperate M.I.L.F.
- Desperate MILFs & Housewives # 3
- Double Air Bags # 15, # 17
- Fantastic 40's & Lesbian
- Girls In Training
- I Love Your Sexy Bust
- I Scored A Soccer Mom # 2
- I Wanna Cum Inside Your Mom # 1, # 9
- In Your Face, Bitch! - Carson vs. Penny Porsche
- Internal Explosions # 7
- Knockin Nurses # 4
- Lesbian Mature Women # 14
- Lesbian Seductions Older/Younger # 13
- Mature # 10, # 11
- Mature Escorts
- Mature Shavers # 7
- Mega Titty MILFs
- MILF Cruiser # 3
- MILF Filth # 2
- M.I.L.T.F. # 11, # 12
- Mommy Loves Cock # 6
- Moms Crave Big Cocks #1
- Mom's Creampie
- My Friend's Hot Mom # 3
- My Friend's Mom Is A Hottie # 3
- My Mom & My Girlfriend # 4
- Older Squirting Lesbians # 4
- Older Women with Younger Girls # 10
- Real Big Tits # 19
- Scuba Squirters! # 2
- Suck'Em Fuck'Em Squeeze'Em Tease'Em # 5
- Sexakuten
- Toe Jam # 4
- Toss My Salad # 7
- U Bang 'Em